# Championnats d'Europe de gymnastique artistique féminine 1994
Navigation
Édition précédente Édition suivante
Le 20e championnat d'Europe de gymnastique artistique féminine s'est déroulé à Stockholm en 1994.

## Résultats

### Concours général individuel
| Rang              | Gymnaste                | Total |
| ----------------- | ----------------------- | ----- |
| Médaille d'or     | Gina Gogean (ROU)       |       |
| Médaille d'argent | Svetlana Khorkina (RUS) |       |
| Médaille d'argent | Dina Kochetkova (RUS)   |       |

### Concours général par équipes
| Rang               | Gymnaste                                                 | Total |
| ------------------ | -------------------------------------------------------- | ----- |
| Médaille d'or      | ROU Simona Amanar Gina Gogean Lavinia Milosovici         |       |
| Médaille d'argent  | RUS Dina Kochetkova Svetlana Khorkina Oksana Fabrichnova |       |
| Médaille de bronze | UKR Irina Bulakhova Lilia Podkopayeva Natalia Kalinina   |       |

### Finales par engins

#### Saut
| Rang               | Gymnaste                 | Total |
| ------------------ | ------------------------ | ----- |
| Médaille d'or      | Lavinia Milosovici (ROU) |       |
| Médaille d'argent  | Yelena Piskun (BLR)      |       |
| Médaille de bronze | Liliya Podkopayeva (UKR) |       |

#### Barres asymétriques
| Rang               | Gymnaste                 | Total |
| ------------------ | ------------------------ | ----- |
| Médaille d'or      | Svetlana Khorkina (RUS)  |       |
| Médaille d'argent  | Oksana Fabrichnova (RUS) |       |
| Médaille de bronze | Mercedes Pacheco (ESP)   |       |

#### Poutre
| Rang               | Gymnaste                 | Total |
| ------------------ | ------------------------ | ----- |
| Médaille d'or      | Gina Gogean (ROU)        |       |
| Médaille d'argent  | Liliya Podkopayeva (UKR) |       |
| Médaille de bronze | Lavinia Milosovici (ROU) |       |

#### Sol
| Rang               | Gymnaste                 | Total |
| ------------------ | ------------------------ | ----- |
| Médaille d'or      | Liliya Podkopayeva (UKR) |       |
| Médaille d'argent  | Lavinia Milosovici (ROU) |       |
| Médaille de bronze | Gina Gogean (ROU)        |       |
| Médaille de bronze | Dina Kochetkova (RUS)    |       |

## Tableau des médailles
| Rang | Nation      | Or | Argent | Bronze | Total |
| ---- | ----------- | -- | ------ | ------ | ----- |
| 1    | Roumanie    | 4  | 1      | 2      | 6     |
| 2    | Russie      | 1  | 4      | 1      | 5     |
| 3    | Ukraine     | 1  | 1      | 2      | 3     |
| 4    | Biélorussie | -  | 1      | -      | 1     |
| 5    | Espagne     | -  | -      | 1      | 1     |